# Saint-Molf
Saint-Molf är en kommun i departementet Loire-Atlantique i regionen Pays de la Loire i nordvästra Frankrike. Kommunen ligger i kantonen Guérande som tillhör arrondissementet Saint-Nazaire. År 2022 hade Saint-Molf 2 859 invånare.

## Befolkningsutveckling
Antalet invånare i kommunen Saint-Molf
| Referens: INSEE |